# مبسم (آلة خشبية)
المَبْسَم في آلة النفخ الخشبية هو ذلك الجزء من الآلة الذي يوضع جزئياً في فم العازف.